# Mont Casto
Le mont Casto (1 138 ou 1 139 mètres) est une montagne des Alpes pennines. Elle se situe dans la province de Biella le long de la ligne de partage des eaux entre la vallée Cervo proprement dite et la vallée Strona di Mosso. Elle se partage entre les communes de Tavigliano et Callabiana.

## Géographie

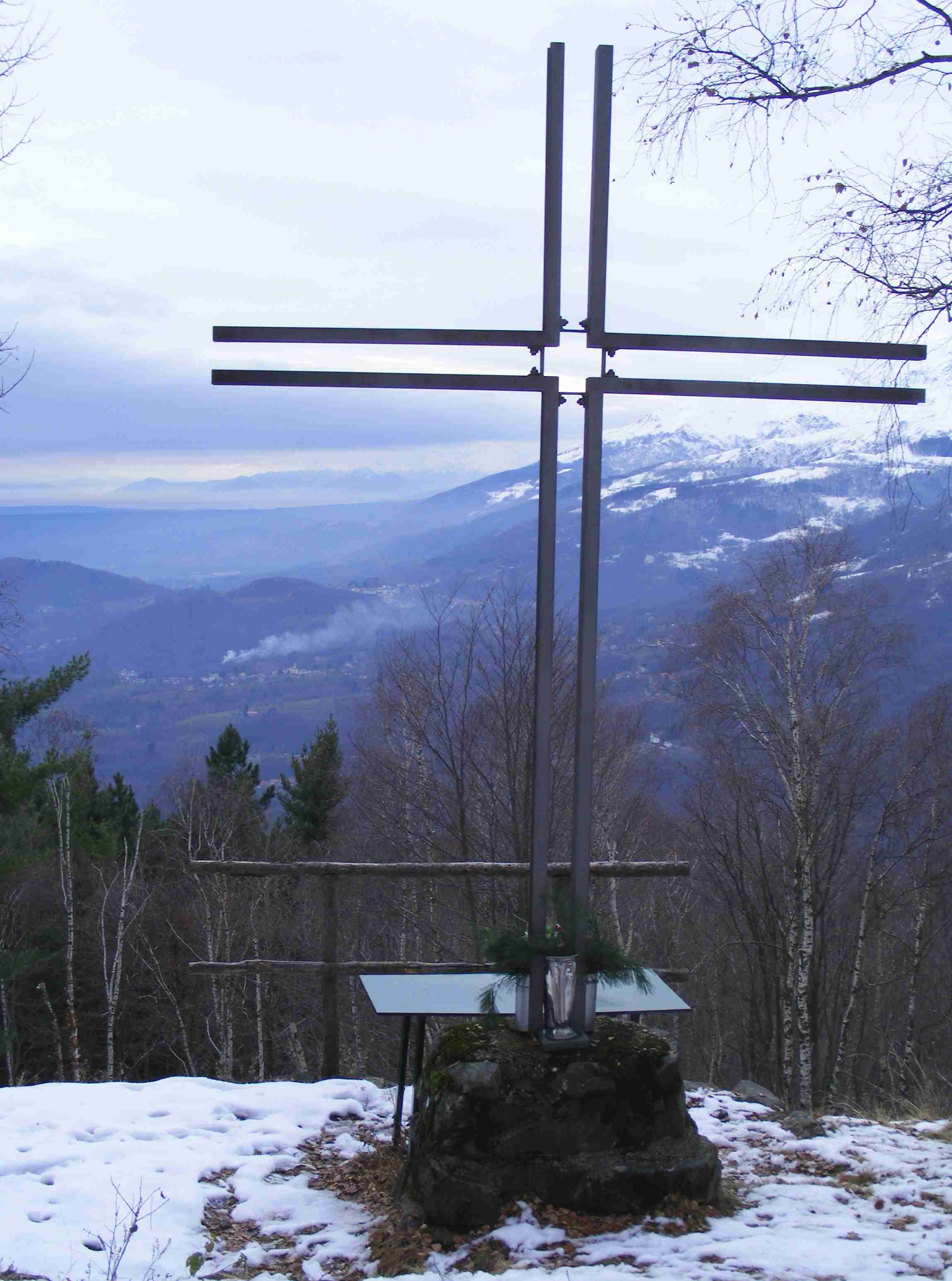
La croix au sommet.

Le mont Casto a une forme très élargie et sa partie la plus en côte présente une évolution générale nord-ouest/sud-est. La montagne est aujourd'hui essentiellement boisée hormis les quelques prairies de l'arête nord-occidentale et les quelques clairières entourant les quelques fermes encore utilisées. La zone fut l'objet d'un intense reboisement au cours de la première moitié du XXe siècle, en partie détruite par les évènements survenus durant la Seconde Guerre mondiale. Sur le versant occidental subsistent encore aujourd'hui des forêts de conifères, plutôt rares dans le Biellois où les résineux sont quasi absents.

## Activités

### Ascension

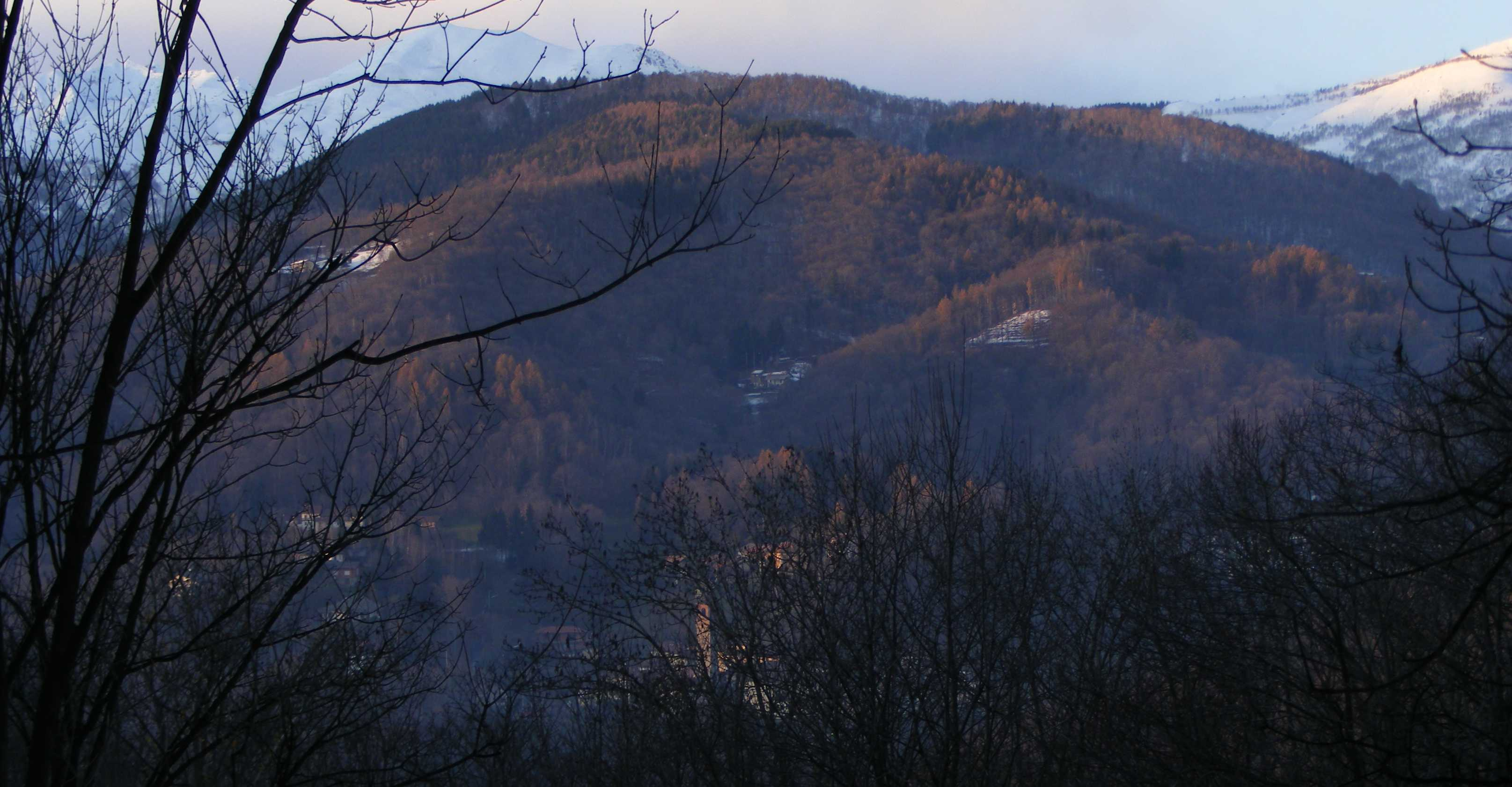
Le mont Casto vu du mont Turlo.

Au cours des travaux de reboisement et d'amélioration forestière, de nombreux sentiers ont été réalisés, permettant aujourd'hui de tranquilles promenades dans des aires verdoyantes. Sur la zone sont présentes aussi quelques zones pour le pique-nique, plutôt fréquentées durant la belle saison. Il est possible d'atteindre rapidement le point culminant de la montagne par un sentier ou une piste forestière partant de la ferme Selle, tout près du Pratetto de Tavigliano.
Une route un peu plus longue existe, partant du hameau Trabbia de Callabiana. D'autres sentiers venant aussi de Golzio et San Giuseppe di Casto (commune d'Andorno Micca). Autour de la montagne passe la GtB (Grande traversata del Biellese), un long itinéraire d'excursion parcourant toute la province de Biella.

### Course nature
En 2006, la société sportive G.S.A. Pollone organise le Trail del Monte Casto. Cette course nature se dispute sur deux parcours, un de 21 kilomètres, l'autre de 42 kilomètres. Bien plus qu'un simple événement sportif, cette course a pour objectif de faire connaître la zone aux passionnés de sports à l'air libre.

## Sources
- (it) Cet article est partiellement ou en totalité issu de l’article de Wikipédia en italien intitulé « Monte Casto » (voir la liste des auteurs).
- Carte technique régionale échelle 1:10 000 de la Région piémontaise - 1999